# 春川栄山
春川 栄山（はるかわ えいざん、生没年不詳）とは、江戸時代の浮世絵師。

## 来歴
鳥文斎栄之の門人かといわれる。俗名は不明。江戸中橋槙町(現在の日本橋三丁目の辺り）に住む。作は寛政7年(1795年）に刊行された狂歌本『歳旦狂歌江戸紫』(万亀亭主人編）の挿絵のみが知られる。門人に春川五七(神屋蓬洲)がいる。